# Ланге, Самуэль Готлиб
Самуэль Готлиб Ланге (нем. Samuel Gottlieb Lange; 5 апреля 1767, Ора, близ Данцига — 15 мая 1823, Росток) — немецкий философ
 и богослов, преподаватель.

## Биография
Учился в Йенском университете, с 1798 г. профессор богословия там же. Автор трактатов «Опыт апологии Откровения» (нем. Versuch einer Apologie der Offenbarung; 1794) и «Система теологической морали» (нем. System der theologischen Moral; 1803), а также учебника элементарной логики (нем. Lehrbuch der reinen oder Elementar-Logik; 1828).